# Cessna DC-6
El Cessna Model DC-6 fue un avión de turismo de ala alta estadounidense de los años 20 del siglo XX, construido por la Cessna Aircraft Company. Fue usado por las Fuerzas Aéreas del Ejército de los Estados Unidos como UC-77/UC-77A.

## Diseño y desarrollo
El DC-6 fue una versión subescalada de cuatro asientos del Cessna CW-6 de seis asientos. Fue presentado en febrero de 1929 y entró en producción en dos versiones, la DC-6A y la DC-6B. Ambas versiones fueron certificadas el 29 de octubre de 1929. Wall Street se derrumbó ese día y la posterior depresión redujo la demanda del avión y solo se produjeron unos 20 aparatos de cada modelo.

## Historia operacional
Además de su uso como avión de turismo privado, los DC-6A y DC-6B sirvieron como aviones repartidores de periódicos y fueron requisados como aviones de enlace por las Fuerzas Aéreas del Ejército de los Estados Unidos (USAAF) en 1942.

## Variantes

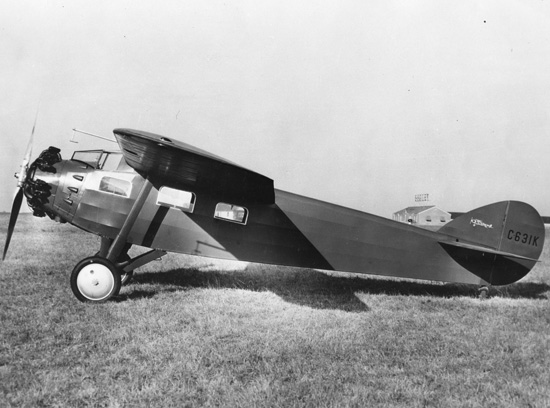
Un DC-6B.

DC-6
Avión original, propulsado por un Curtiss Challenger de 130 kW (170 hp), desarrollado como un Cessna CW-6 subescalado, uno construido.
Model DC-6A Chief
Equipado con un motor Wright R-975 (J-6-9) Whirlwind de 220 kW (300 hp), 20 construidos.
Model DC-6B Scout
Equipado con un motor Wright J-6-7 (R-760) de 168 kW (225 hp), 24 construidos.
UC-77
Designación militar de cuatro DC-6A requisados para servir con las USAAF.
UC-77A
Designación militar de cuatro DC-6B requisados para servir con las USAAF.
- Nótese que las designaciones UC-77B, UC-77C y UC-77D no eran DC-6, fueron usadas por otros modelos de Cessna.

## Operadores
Estados Unidos
- Fuerzas Aéreas del Ejército de los Estados Unidos

## Especificaciones (DC-6A Chief)
Referencia datos: Aerofiles Cessna

### Características generales
- Tripulación: Uno (piloto)
- Capacidad: Tres pasajeros
- Longitud: 8,6 m (28,2 ft)
- Envergadura: 14,6 m (48 ft)
- Altura: 2,3 m (7,7 ft)
- Superficie alar: 24,9 m² (268 ft²)
- Planta motriz: 1× motor radial de nueve cilindros refrigerado por aire Wright J-6-9.
  - Potencia: 220 kW (303 HP; 299 CV)

### Rendimiento
- Velocidad máxima operativa (Vno): 249 km/h (155 MPH; 134 kt)
- Velocidad crucero (Vc): 209 km/h (130 MPH; 113 kt)
- Velocidad de entrada en pérdida (Vs): 87 km/h (54 MPH; 47 kt)
- Alcance: 966 km (522 nmi; 600 mi)

## Aeronaves relacionadas

### Secuencias de designación
- Secuencia Alfanumérica (interna de Cessna): ← CW-6 - EC-1 - EC-2 - DC-6 - C-34 - C-37 - C-38 →
- Secuencia C-_ (Aviones de Carga del USAAC/USAAF/USAF, 1924-1962): ←  C-74 - C-75 - C-76 - C-77/B-D - C-78 - C-79 - C-80 →